# Naum Achiezer
Naum Il'ič Achiezer (in russo Нау́м Ильи́ч Ахие́зер?; Čėrykaŭ, 6 marzo 1901 – Charkiv, 3 giugno 1980) è stato un matematico sovietico di origine ebraica, noto per i suoi lavori in teoria dell'approssimazione e teoria degli operatori differenziali e integrali. È anche noto come autore di libri classici su vari argomenti in analisi e per il suo lavoro sulla storia della matematica. È il fratello del fisico teorico Aleksandr Achiezer.

## Biografia
Naum Achiezer è nato a Čėrykaŭ (ora in Bielorussia). Ha studiato presso l'Istituto di istruzione pubblica di Kiev (ora Università nazionale Taras Shevchenko di Kiev). Nel 1928 difese la sua tesi di dottorato "Investigazioni aerodinamiche" sotto la supervisione di Dmitry Grave. Dal 1928 al 1933 ha lavorato all'Università di Kiev e al Kiev Aviation Institute.
Nel 1933 Naum Achiezer si trasferì a Charkiv. Dal 1933 alla sua morte, ad eccezione degli anni di guerra e di evacuazione, fu professore all'Università di Charkiv e in altri istituti di Kharkiv. Dal 1935 al 1940 e dal 1947 al 1950 è stato direttore dell'Istituto di matematica e meccanica di Charkov. Per molti anni ha diretto la Kharkov Mathematical Society.

## Lavoro
Akhiezer ha ottenuto importanti risultati nella teoria dell'approssimazione (in particolare, su problemi estremi, teoria delle funzioni costruttive e problema dei momenti), dove ha applicato magistralmente i metodi della teoria geometrica delle funzioni di una variabile complessa (in particolare, mappature conformi e la teoria delle Superfici di Riemann) e dell'analisi funzionale. Ha trovato la connessione fondamentale tra il problema inverso per importanti classi di operatori differenziali e differenze finite del secondo ordine con un numero finito di lacune nello spettro, e il problema di inversione di Jacobi per integrali abeliani. Questa connessione ha portato a soluzioni esplicite del problema inverso per i cosiddetti operatori a gap finito.

## Opere

### Libri in analisi
1. Н.И. Ахиезер, Избранные труды по теории функций и математической физике (vol. 1–2), Kharkiv, Acta, 2001.
2. Н.И. Ахиезер, Лекции об интегральных преобразованиях, Kharkov, Vishcha Shkola, 1984. English translation:  N. I. Akhiezer, Lectures on Integral Transforms, Providence, RI, American Mathematical Society, 1988, MR 0971981.
3. Н.И. Ахиезер, Вариационное исчисление, Kharkov, Vishcha Shkola, 1981.. English translation:  N. I. Akhiezer, The calculus of variations., Chur, Harwood Academic Publishers, 1988, ISBN 3-7186-4805-9, MR 0949441.
4. Н.И. Ахиезер, Теория линейных операторов в Гильбертовом пространстве (vol. 1–2), 3rd, Kharkov, Vishcha Shkola, 1977–1978.. English translation:  N.I. Akhiezer e I.M. Glazman, Theory of Linear Operators in Hilbert Space (vol. 1 – 2), 3rd, Boston, Mass. – London, Pitman (Advanced Publishing Program), 1981, MR 0615736.
5. Н.И. Ахиезер, Элементы теории эллиптических функций, Moscow, Nauka, 1970. English translation:  N. I. Akhiezer, Elements of the theory of elliptic functions, Providence, RI, American Mathematical Society, 1990, ISBN 0-8218-4532-2, MR 1054205.
6. Н.И. Ахиезер, Классическая проблема моментов и некоторые вопросы анализа, связанные с нею, Moscow, Gosudarstv. Izdat. Fiz.-Mat. Lit., 1961. English translation:  N. I. Akhiezer, The Classical Moment Problem and Some Related Questions in Analysis, Oliver & Boyd, 1965.
7. Н.И. Ахиезер, Лекции по теории аппроксимации, 2nd, Moscow, Nauka, 1965. English translation (of the 1st edition):  N. I. Achiezer, Theory of approximation, Translated by Charles J. Hyman, New York, Frederick Ungar Publishing, 1956.
8. Н.И. Ахиезер e М.Г. Крейн, О некоторых вопросах теории моментов, Kharkov, GONTI, 1938. English translation:  N.I. Akhiezer e M.G. Krein, Some questions in the theory of moments, Providence, R.I., American Mathematical Society, 1962, MR 0167806.

### Storia della matematica
1. Н.И. Ахиезер, Академик С. Н. Бернштейн и его работы по конструктивноĭ теории функций, Kharkov, Izdat. Harʹkov. Gosudarstv. Univ, 1955. German translation:  N.I. Akhiezer, Das Akademiemitglied S.N.Bernstein und seine Arbeiten zur konstruktiven Funktionentheorie, in Mitt. Math. Sem. Giessen, vol. 240, 2000, MR 1755757.
2. N.I. Ahiezer e I.G. Petrovskiĭ, The contribution of S. N. Bernšteĭn to the theory of partial differential equations, in Uspekhi Mat. Nauk, vol. 16, 2 (98), 1961,  pp. 5-20.
3. N.I. Ahiezer, On the spectral theory of Lamé's equation, in Istor.-Mat. Issled., vol. 23, 1978,  pp. 77-86.
4. N.I. Akhiezer, Function theory according to Chebyshev, in Mathematics of the 19th century, Basel, Birkhäuser, 1998,  pp. 1-81.